# Medetera subsignaticornis
Medetera subsignaticornis är en tvåvingeart som beskrevs av Daniel J. Bickel 1985. Medetera subsignaticornis ingår i släktet Medetera och familjen styltflugor.
Artens utbredningsområde är New Hampshire. Inga underarter finns listade i Catalogue of Life.